# Strophanthus kombe
Strophanthus kombe är en oleanderväxtart som beskrevs av Daniel Oliver. Strophanthus kombe ingår i släktet Strophanthus och familjen oleanderväxter. Inga underarter finns listade i Catalogue of Life.